# Tom Prinsen

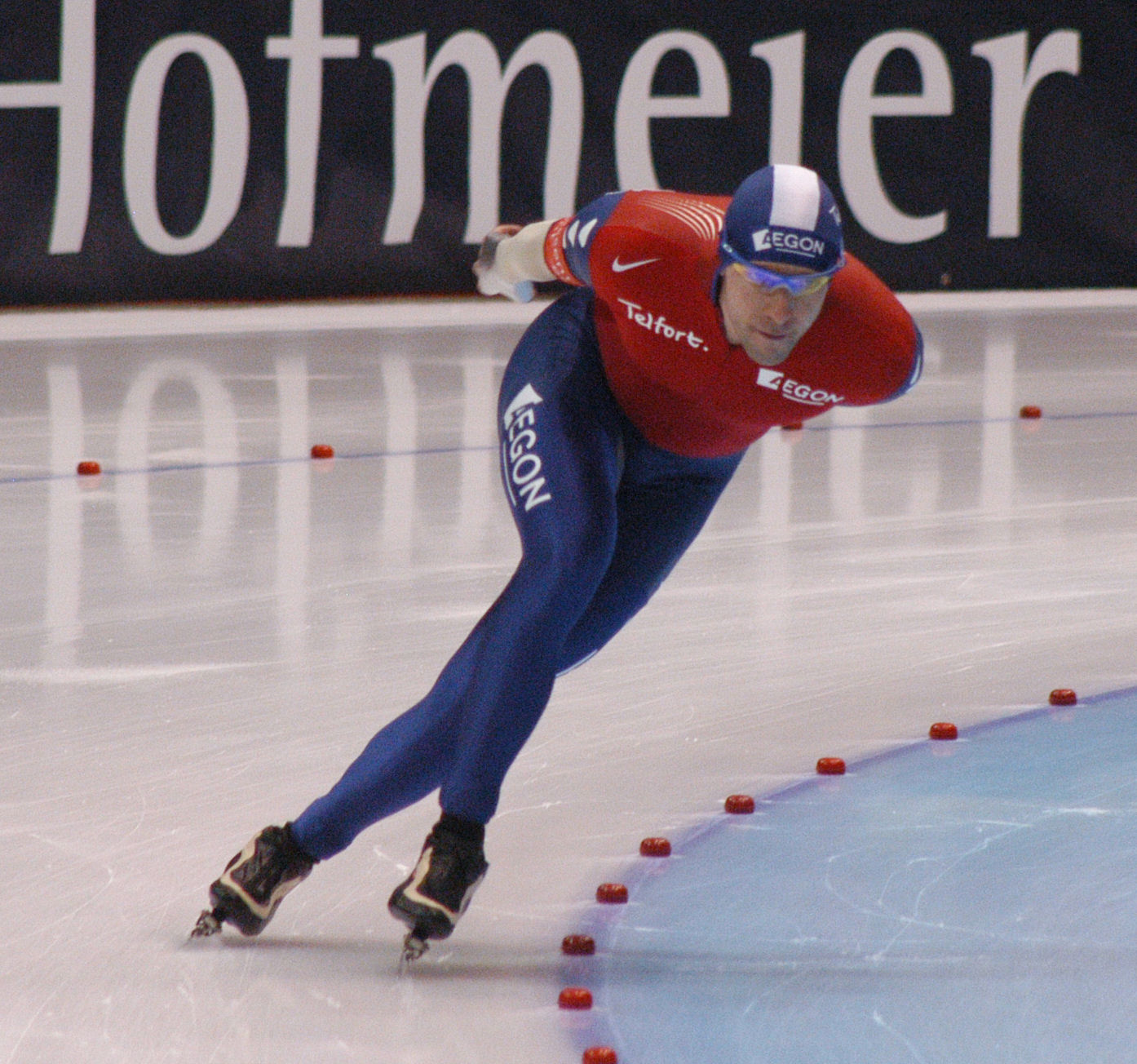
Tom Prinsen 2007 beim Weltcup in Heerenveen, NL

Tom Prinsen (* 9. September 1982 in Hengelo) ist ein niederländischer Eisschnellläufer.
Tom Prinsen debütierte 2001 auf internationaler Bühne bei den Juniorenweltmeisterschaften im Kleinen Vierkampf in Groningen, wo er Achter wurde. Ein Jahr später belegte er in Klobenstein den fünften Rang, mit dem Team gewann er die Bronzemedaille. Sein erstes Weltcup-Rennen bestritt Prinsen im November 2003 über 10.000 Meter in Erfurt. Das Rennen der B-Gruppe gewann er auf Anhieb. Eine Woche darauf belegte er beim 5000-Meter-Rennen in Heerenveen den vierten Platz in der A-Gruppe. Bei den Allround-Weltmeisterschaften 2004 in Hamar wurde er Sechster. Im Gesamtweltcup über 5000/10.000 Meter belegte er den zehnten Rang. Nach der Saison 2003/04 trat er nicht mehr international an. Erst zu Beginn der Saison 2007/08 trat er wieder international an und belegte bei seinem ersten Rennen in Kearns auf Anhieb den siebten Platz über 5000 Meter.
Prinsen startet seit der Saison 2006/07 für das Team Telfort, wo er von Ingrid Paul trainiert wird.

## Weltcup-Platzierungen
| Platzierung | 100 m | 500 m | 1000 m | 1500 m | 5000/10.000 m | Team |
| ----------- | ----- | ----- | ------ | ------ | ------------- | ---- |
| 1. Platz    |       |       |        |        |               |      |
| 2. Platz    |       |       |        |        |               |      |
| 3. Platz    |       |       |        |        |               |      |
| Top 10      |       |       |        |        | 2             | 1    |

(Stand: 11. Dezember 2007)